# Antonius Walaeus
Antonius Walaeus (Gand, 3 ottobre 1553 – Leida, 9 luglio 1639) è stato un predicatore e teologo olandese.
Antonius Walaeus, predicatore e teologo riformato olandese nasce come Antoine de Waele a Gent, Belgio, in un tempo in cui vi era ancora grande turbolenza per i riformati, e muore a Leida nel 1639. Studia all'università di Leida (1596-1599). Serve come pastore di chiese riformate in diversi luoghi.
Predica e insegna per un certo tempo a Ginevra. Verso la fine del 1601 ritorna a Leida, dove diventa uno dei maggiori predicatori della città. Accetta una chiamata a Koudekerke vicino a Midelburg nel 1602. È fatto cappellano del principe Maurizio nel 1604. Diventa poi predicatore nella città di Middelburg nel 1605, dove nel 1606 pure diventa professore di dogmatica.
Partecipa al Sinodo di Dordrecht (1618-1619) come rappresentante degli Stati generali della Zelanda, dov'era diventato insigne personalità. Viene scelto per elaborare i Canoni del Sinodo di Dordrecht, dichiarandosi in favore dei Contro-rimostranti ed oppositore dell'Arminianesimo.
Nel 1619 diventa professore di teologia a Leida. Sebbene si opponga all'Arminianesimo, Walaeus è più irenico della maggior parte dei suoi contemporanei. Nel 1615 collabora all'edizione del Synopsis purioris theologise ed alla traduzione della Bibbia in fiammingo.
Contribuisce molto alle missioni nelle Indie orientali, aprendo sin dal 1622 (del quale rimane rettore fino al 1632) un seminario nella sua casa per istruire predicatori e missionari, il Seminarium Indicum, piccolo (aveva una media di circa 12 studenti), ma rilevante per il tempo. Rilevante, in quel contesto, è la sua risposta alle persuasioni dell'Islam.
Walaeus contribuisce al dibattito sull'etica cristiana.
Il suo nome è perpetuato nella città di Leida essendo stato apposto alla Biblioteca Waele dell'università di Leida.

## Scritti
Le sue opere sono raccolte e pubblicate dopo la sua morte in due volumi dal 1647:
- Synopsis purioris theologise. Un'opera di teologia sistematica a cui contribuisce.
- Enchiridion Religionis Reformatae.
- Loci communes theologici. non terminato.
- Dissertatio de Sabbatho, sive de vero sense atque use quarti precepti (Leyden, 1628), sulla controversia sull'osservanza del Sabato.
- Het ampt der Kerckendienarert, midtsgaders de authoriteyt ends opsicht, die een hooghe christelicke overheydt dyer over toecompt (Middelburg, 1615), dove si oppone alle idee di Uytenbogaert sul governo della chiesa.
- Compendium ethicae Aristotelicae ad normam veritatis Christianae revocatum, (Leiden, 1620, 1627, 1636), ristampato tradotto in inglese da Jill Kraye (Cambridge, 1997), vol. I, 120-129.